# Ion Belaustegui
Ion Belaustegui Ruano, född 19 mars 1979 i San Sebastián, är en spansk tidigare handbollsspelare (högernia). Han spelade 96 landskamper och gjorde 203 mål för Spaniens landslag.
Han var med och tog OS-brons 2008 i Peking.

## Klubbar
- FC Barcelona (1996–1999)
- BM Valladolid (1999–2001)
- CB Ademar León (2001–2003)
- HSV Hamburg (2003–2005)
- BM Ciudad Real (2005–2007)
- CB Ciudad de Logroño (2007–2009)
- SDC San Antonio (2009–2010)